# Cycloptilum erraticum
Cycloptilum erraticum är en insektsart som beskrevs av Scudder, S.H. 1893. Cycloptilum erraticum ingår i släktet Cycloptilum och familjen Mogoplistidae. Inga underarter finns listade i Catalogue of Life.